# كارولين دوساي
كارولين دوساي (بالفرنسية: Caroline Ducey)‏ وإسمها الحقيقي كارولين تروسيلارد (بالفرنسية: Caroline Trousselard)‏ هي ممثلة فرنسية ولدت في سنة 1977 في بلدة سانت أندريس في فرنسا، مثلت في فلم Romance في 1999 وفلم Familles je vous hais في سنة 1997 وفي سنة 2000 أصبحت دوساي عضوة في هيئة المحلفين في مهرجان موسكو السينمائي الدولي.

## روابط خارجية
- كارولين دوساي على موقع IMDb (الإنجليزية)
- كارولين دوساي على موقع ألو سيني (الفرنسية)
- كارولين دوساي على موقع أول موفي (الإنجليزية)
- كارولين دوساي على موقع قاعدة بيانات الأفلام السويدية (السويدية)
- كارولين دوساي على موقع قاعدة بيانات الفيلم (الإنجليزية)
- كارولين دوساي على موقع كينوبويسك (الروسية)